# Municipio de Darlington (condado de Clark)
El municipio de Darlington (en inglés: Darlington Township) es un municipio ubicado en el condado de Clark en el estado estadounidense de Dakota del Sur. En el año 2010 tenía una población de 50 habitantes y una densidad poblacional de 0,54 personas por km².

## Geografía
El municipio de Darlington se encuentra ubicado en las coordenadas 44°45′42″N 97°47′44″O / 44.76167, -97.79556. Según la Oficina del Censo de los Estados Unidos, el municipio tiene una superficie total de 92.67 km², de la cual 92,67 km² corresponden a tierra firme y (0 %) 0 km² es agua.

## Demografía
Según el censo de 2010, había 50 personas residiendo en el municipio de Darlington. La densidad de población era de 0,54 hab./km². De los 50 habitantes, el municipio de Darlington estaba compuesto por el 100 % blancos. Del total de la población el 0 % eran hispanos o latinos de cualquier raza.